# Something moody and groovy
Something Moody ... & Groovy! är den svenska rockgruppen The Maharajas första album, utgivet 1998 på 10" vinyl av Teen Sound Records (Italien). Inspelningen gjordes i Siljan Studios av Per Samuelsson och mixades av Jens Lindberg. Mastering gjordes i Delta Studio i Rom, Italien februari 1998.

## Låtlista
Sida A – The Moody Side
1. ”It Has Happened To Me Before” (Lindberg) – 3:00
2. ”How Can I Go On?” (Lindberg) – 2:49
3. ”I Tried For A While” (Lindberg/O’Neill) – 2:20
4. ”I Still Believe” (Lindberg) – 2:22

Sida B – The Groovy Side
1. ”I Need To Know” (Lindberg) – 1:45
2. ”The Only Thing To Do” (Lindberg) – 1:20
3. ”I'm Gonna Leave” (Lindberg) – 1:47
4. ”I'm The Greatest Lover” (Lindberg) – 1:48

## Medverkande
Musiker
- Jens Lindberg – sång, orgel
- Anders Orberg – trummor
- Sean O'Neill – sologitarr, basgitarr
- Steve Beazly – rytmgitarr
- Ragnar Sjoren – munspel, vokal
- Mans Mansson (Måns P. Månsson) – sologitarr

Andra medverkande
- Jennifer Braun – foto (omslag)
- Brian '66 (Brian Maxwell) – text (omslag)